# Zachód Szczepańskiego

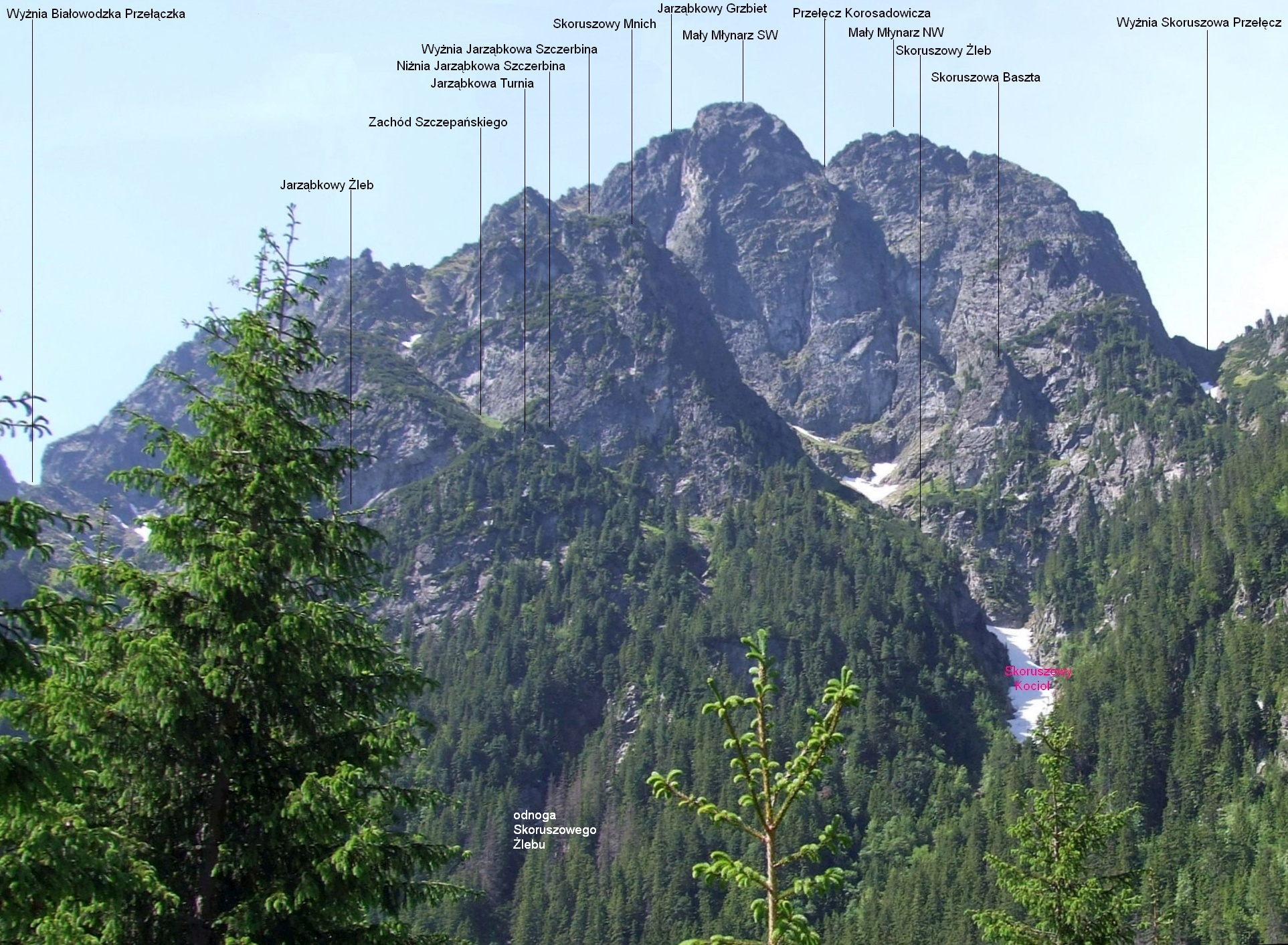
Widok z Doliny Białej Wody

Zachód Szczepańskiego (słow. Szczepańského polica) – duży zachód w masywie Młynarza w słowackich Tatrach Wysokich. Znajduje się w grani odchodzącej na północny wschód od Jarząbkowego Zwornika. Jest mało stromy, szeroki, częściowo trawiasty, częściowo porośnięty kosodrzewiną. Opada w kierunku północnym z Niżniej Jarząbkowej Szczerbiny (ok. 1720 m). Ma długość około 250 metrów i na całej długości po jego orograficznie prawej stronie wznosi się ściana Skoruszowego Mnicha, a w niej jedna z ekstremalnie trudnych dróg wspinaczkowych.  Krawędź orograficznie lewej strony zachodu opada ścianą Jarząbkowej Turni. W dolnej części zachodu znajduje się spore osuwisko. Blisko dolnego końca na prawą stronę z zachodu opada wąski i bardzo stromy żleb, który około 100 m powyżej dna Doliny Białej Wody uchodzi do Skoruszowego Żlebu. Obydwa żleby oddzielone są porośniętą lasem grzędą będąca przedłużeniem podstawy filara Skoruszowego Mnicha.
Nazwę zachodowi nadał Władysław Cywiński dla uczczenia Jana Alfreda Szczepańskiego, który był jednym z pierwszych wspinaczy w masywie Mlynarza i jako pierwszy przeszedł tu wiele ścian. Zachodem prowadzi najłatwiejsza droga na Niżnią Jarząbkową Szczerbinę (0+ w skali tatrzańskiej, od dolnej ostrogi północnego filara Skoruszowego Mnicha 30 min).
Masyw Młynarza jest zamknięty dla turystów i taterników (obszar ochrony ścisłej Tatrzańskiego Parku Narodowego). Wspinaczka dopuszczalna jest tylko w masywie Małego Młynarza od 21 grudnia do 20 marca

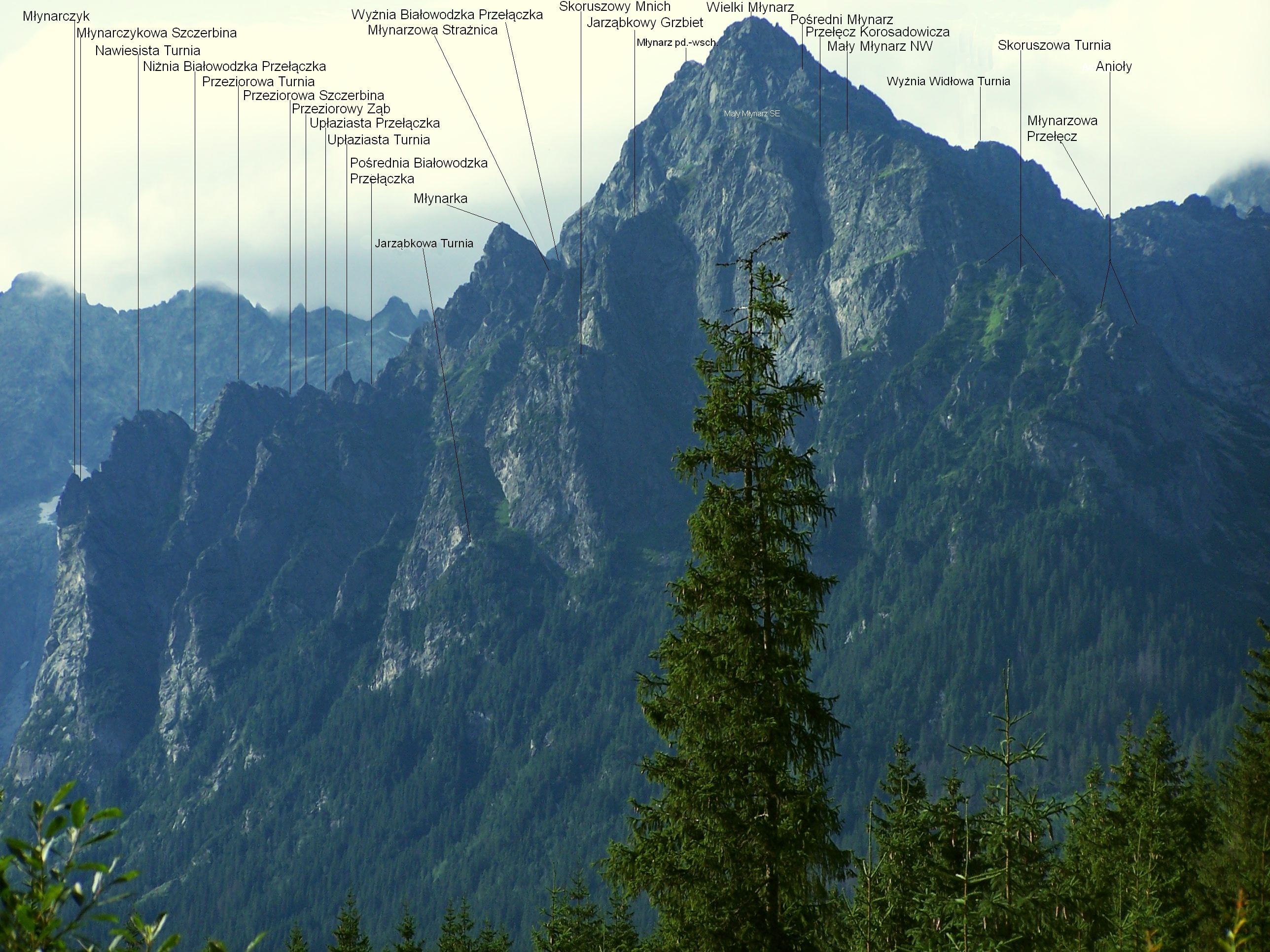
Widok z drogi do Morskiego Oka